# Milíkov (district de Cheb)
Pour les articles homonymes, voir Milíkov.
Milíkov (en allemand : Miltigau) est une commune du district de Cheb, dans la région de Karlovy Vary, en République tchèque. Sa population s'élevait à 289 habitants en 2020.

## Géographie
Milíkov se trouve à 13 km à l'est-sud-est de Cheb, à 31 km à l'ouest-sud-ouest de Karlovy Vary et à 136 km à l'ouest de Prague.
La commune est limitée par Tuřany et Kynšperk nad Ohří au nord, par Březová à l'est, par Dolní Žandov au sud, et par Okrouhlá à l'ouest.

## Histoire
La première mention écrite de la localité date de 1311.

## Patrimoine

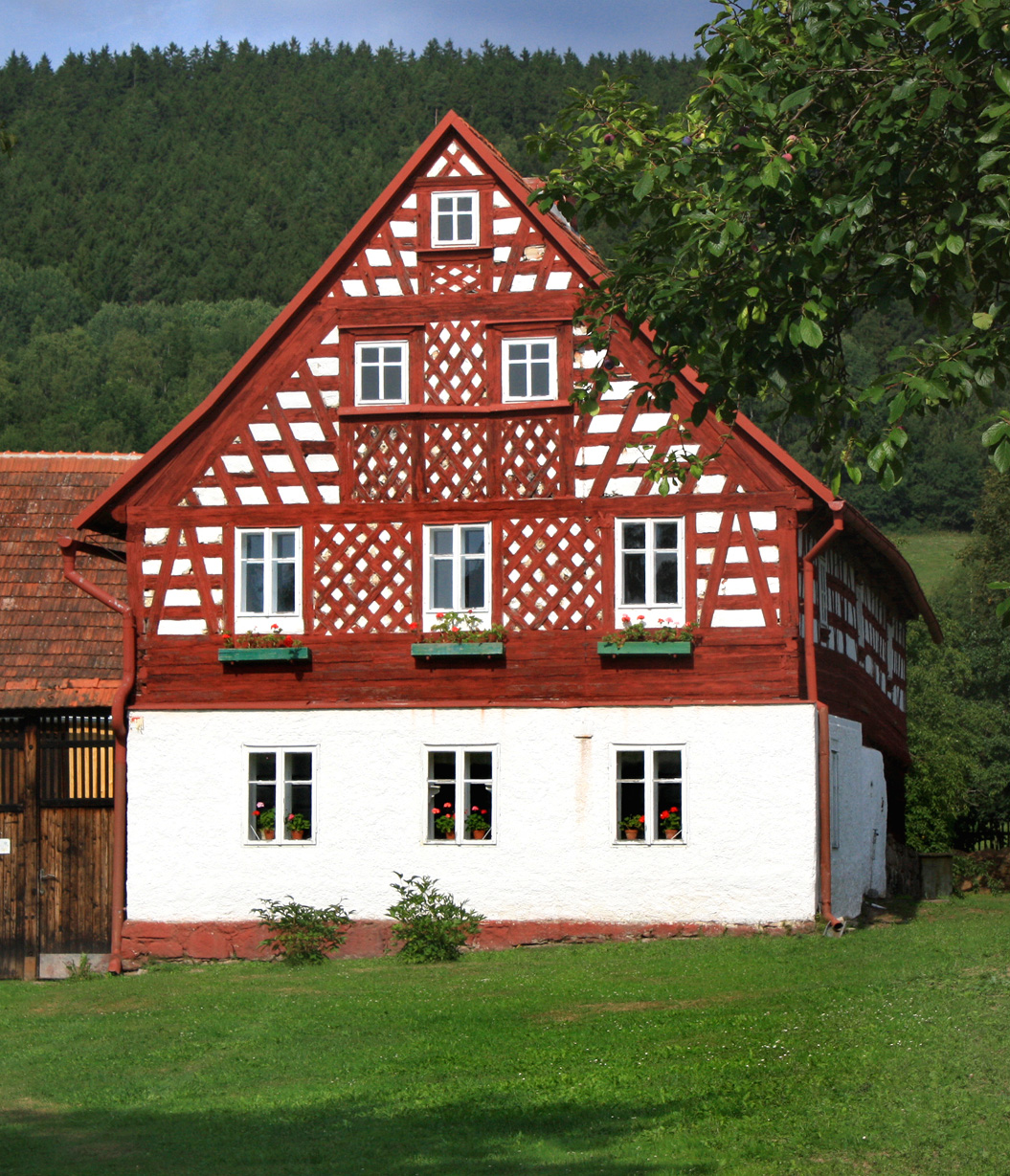
Architecture traditionnelle.
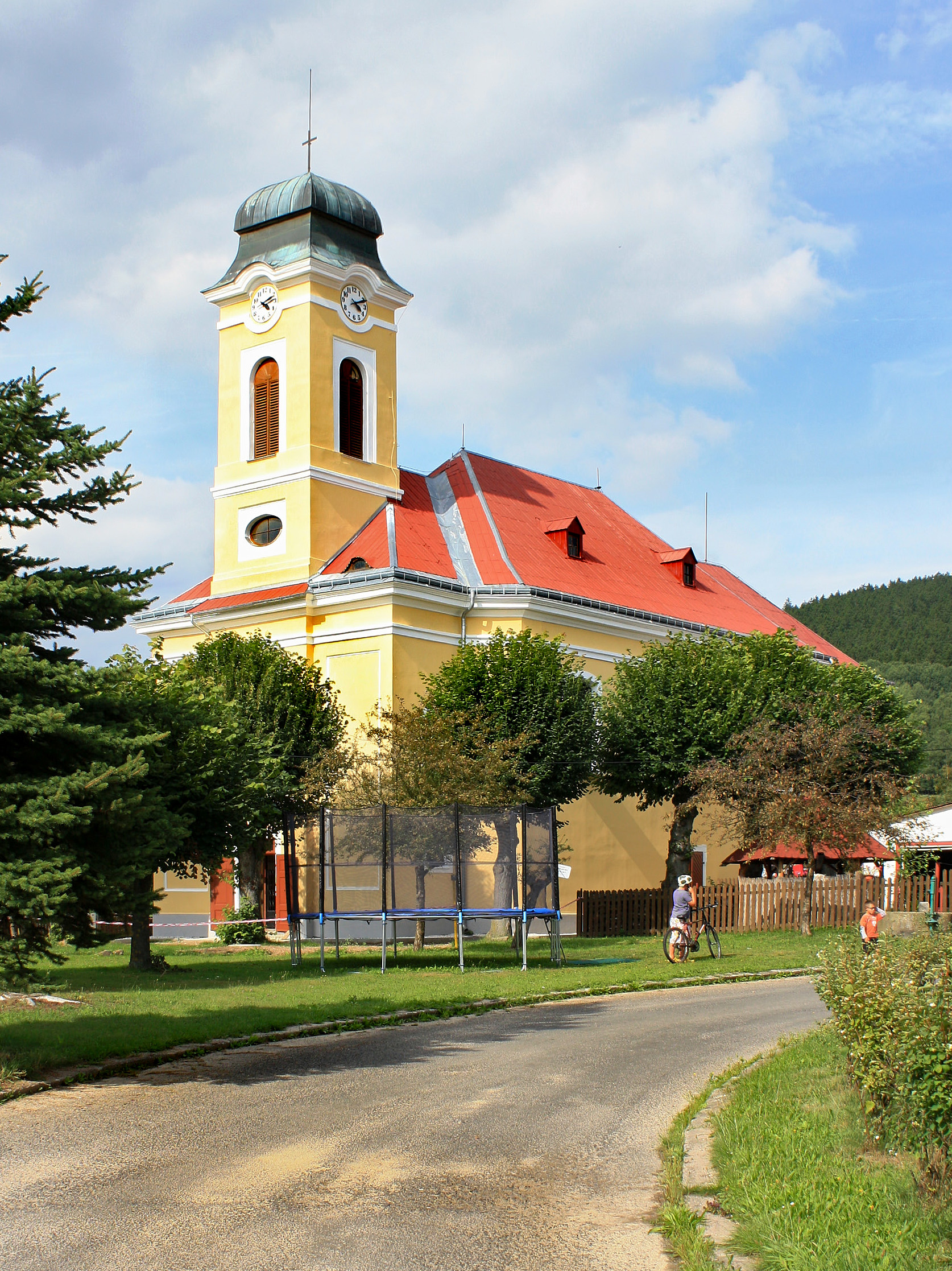
Église Saints-Simon-et-Jude.

## Administration
La commune se compose de cinq quartiers :
- Milíkov
- Malá Šitboř
- Mokřina
- Těšov
- Velká Šitboř